# باشگاه ورزشی الیمپیا
باشگاه الیمپیا (انگلیسی: Club Olimpia) یک باشگاه ورزشی پاراگوئه است که در شهر آسونسیون واقع شده‌است. این باشگاه انجام ورزش‌های مختلف را ترویج می‌کند که بیشترین اهمیت را به ورزش‌های فوتبال، راگبی و بسکتبال داده‌است که اولی بالاترین اولویت و موفق‌ترین است. آنها در ۲۵ ژوئیه ۱۹۰۲ توسط گروهی از جوانان پاراگوئه ای تأسیس شدند و نام آن از ایده بنیانگذار اصلی آن، ویلیام پاتس، هلندی مقیم پاراگوئه، که پدر فوتبال پاراگوئه به حساب می‌آید، زیرا این ورزش را در این کشور آمریکای جنوبی معرفی کرده‌است نشات می‌گیرد. در سطح بین‌المللی، این باشگاه به عنوان Olimpia Asunción شناخته می‌شود تا خود را از باشگاه‌های فوتبال آمریکای لاتین به همین نام متمایز کند.

## تاریخچه
در ۲۳ نوامبر ۱۹۰۱، قبل از تشکیل باشگاه المپیا، ویلیام پاتس اولین مسابقه ای را بین دو تیم از شاگردانش ترتیب داد که سپس جوانان را مشتاق ساختن یک تیم ورزشی در پاراگوئه کرد. المپیا در ۲۵ ژوئیه ۱۹۰۲ تأسیس شد و قدیمی‌ترین تیم فوتبال پاراگوئه بود. این باشگاه توسط ویلیام پاتس هلندی، همراه با یاران پاراگوئه‌ای‌اش، سیلا گودوی، فرناندو اس. پاسکوال، خوزه ای. تورس، گوستاوو ام. کرواتو، هکتور کاباناس، خوان رودی، آنتونیو پدرازا، لوئیس مارکوس، خوان مارا و خنارو گوتیرز یگروس تأسیس شد.
اساس‌نامه تأسیس باشگاه در خانه خانواده رودی، واقع در خیابان‌های آزارا و ایندیپندنسیا ناسیونال در مرکز شهر آسونسیون، پاراگوئه نوشته شد. آن شب سه نام برای باشگاه پیشنهاد شد: پاراگوئه، اسپارتا و الیمپیا. تصمیم نهایی به ویلیام پاتس رسید که «باشگاه الیمپیا» را به عنوان نام رسمی تیم، به افتخار شهر یونانی الیمپیا، جایی که بازی‌های المپیک در آنجا متولد شد، انتخاب کرد.

## ورزش‌ها
المپیا همچنین برای آموزش ورزشکارانی که به جز فوتبال در سایر ورزش‌ها مانند بوکس، شنا، تنیس و هندبال به رقابت می‌پردازند، به خوبی شناخته شده‌است. المپیا همچنین تیم فوتسال موفقی دارد که در حال حاضر در لیگ دسته اول فوتسال پاراگوئه بازی می‌کند.

### فوتبال
اصلی‌ترین رشته ورزشی این باشگاه فوتبال است و الیمپیا یکی از قدیمی‌ترین و موفق‌ترین باشگاه‌های تاریخ پاراگوئه به حساب می‌رود.

### بسکتبال
درست مانند فوتبال، المپیا موفق‌ترین تیم بسکتبال پاراگوئه است. از سال ۱۹۳۷، ۲۹ قهرمانی ملی را به دست آورده‌است، که دوازده عنوان متوالی از سال ۱۹۴۶ تا ۱۹۵۷ به عنوان شگفت انگیزترین شاهکار در رزومه آنها حساب می‌شود.

### راگبی
در ۲۹ آوریل ۲۰۱۹، مارکو ترواتو، رئیس باشگاه، در توییتر پست کرد که المپیا یک بخش اتحادیه راگبی را برای رقابت در سوپرلیگا جدید آمریکانا د راگبی برای فصل افتتاحیه آن در سال ۲۰۲۰ راه اندازی خواهد کرد.این تیم که الیمپیا لاینز نام دارد، تنها نماینده پاراگوئه در این رقابت‌ها خواهد بود.